# Đá Núi Trời
Đá Núi Trời (tiếng Anh: Ganges Reef; tiếng Trung: 恒礁; bính âm: Héng jiāo, Hán-Việt: Hằng tiêu) là một rạn đá ngầm thuộc quần đảo Trường Sa. Đá này nằm về phía bắc của đá Núi Le khoảng 38 hải lý (70 km). Theo ấn phẩm "Doubtful hydrographic data" do Cục Thủy đạc Quốc tế xuất bản năm 1973 thì có sự sai khác về toạ độ của đá này trong các ghi chép hàng hải: 10°19′B 115°04′Đ / 10,317°B 115,067°Đ hoặc 9°22′B 114°11′Đ / 9,367°B 114,183°Đ.
Đá Núi Trời là đối tượng tranh chấp giữa Việt Nam, Đài Loan, Philippines và Trung Quốc. Hiện chưa rõ nước nào thực sự kiểm soát đá này.